# GoGo Sentai Boukenger
GoGo Sentai Boukenger (轟轟戦隊ボウケンジャー, GōGō Sentai Bōkenjā, vertaald als Rumbling Squadron Boukenger) was de 30e Sentai serie geproduceerd door Toei. De serie werd van 19 februari 2006 t/m 11 februari 2007 uitgezonden in Japan en had als thema “schatzoeken”. De naam Boukenger is dan ook een combinatie van “Bouken” (Japans voor avontuur), en Ranger. De serie diende tevens als basis voor het vijftiende seizoen van de Power Rangers serie, Power Rangers: Operation Overdrive.

## Verhaallijn
De serie draait om een speciaal team van avonturiers genaamd de Boukengers. Dit team is samengesteld door de Search Guard Successor (S.G.S.): is een organisatie die overal ter wereld verborgen schatten opspoort. Het doel van dit team is het vinden en beschermen van zogenaamde “Precious”, voorwerpen en relikwieën uit oude tijden met krachten die zelfs moderne technologie overtreffen.
De Boukengers krijgen te maken met verschillende tegenstanders, die allemaal ook achter de precious aanzitten voor uiteenlopende redenen. Deze tegenstanders worden gezamenlijk het negatieve syndicaat genoemd. Het team wordt later uitgebreid met een zesde teamlid.

## S.G.S. Leden
Het hoofdkwartier van S.G.S. is gevestigd in een museum.

### Boukengers
- Satoru Akashi (明石 暁, Akashi Satoru) / BoukenRed (ボウケンレッド, Bōkenreddo): leider, groot avonturier en ooit een beroemde schattenjager. De tragische dood van zijn partners Kyouko en Masaki zorgde ervoor dat hij ophield met zijn avontuurlijke leven. Hij wordt echter ingehuurd door de S.G.S. als BoukenRed. Van buiten lijkt hij kalm, maar vanbinnen kan hij behoorlijk agressief worden. Als leider noemt hij de andere Boukengers niet bij hun namen maar bij hun kleuren, iets dat Masumi behoorlijk irriteert. Hij is de constante rivaal van Ryuuwon. Satoru kreeg later de mogelijkheid aangeboden om met S.G.S. te stoppen en zich aan te sluiten bij het nieuw project S.G.S. Rescue. Hij weigerde dit echter en gaf Eiji de Go Go Changer. In de film zien we ook zijn vader, Kouichi. Aan het eind van de serie, nadat Gajah is verslagen, verlaat hij het team en gaat met GoGo Voyager de ruimte in om de precious die zich daar bevinden te zoeken.
- Masumi Inou (伊能 真墨, Inō Masumi) / BoukenBlack (ボウケンブラック, Bōkenburakku): snelle avonturier. Hij is een expert in het doorzoeken van ruïnes en grotten, maar hij is niet zo goed als Satoru. Hij stelt zich als een soort broer op tegenover Natsuki (wie hij ontmoette toen haar been klem zat onder een stapel stenen) en het irriteert hem mateloos als Satoru hem bij zijn kleur noemt in plaats van bij zijn naam. Hij is een echt heethoofd, maar zal nooit opgeven of wegrennen voor een gevecht. In tegenstelling tot Souta vecht Masumi eerst en stelt dan pas vragen. Zijn antiheld-achtige persoonlijkheid brengt hem vaak in problemen, maar vanwege de risico’s die hij bereid is te nemen vormt hij toch een waardevol lid voor het team. Volgens Yaiba (een lid van de Dark Shadow) draagt Masumi een grote duisternis bij zich in zijn hart. Dit werd duidelijk in aflevering 46 toen de duisternis in zijn hart werd aangewakkerd door de Three Headed Dragon of Darkness, en Yaiba er bijna in slaagde hem te gebruiken om de wereld in duisternis te hullen. Uit angst wat hij zijn teamgenoten kon aandoen verliet hij het team, tot aan aflevering 48.
- Souta Mogami (最上 蒼太, Mogami Sōta) / BoukenBlue (ボウケンブルー, Bōkenburū): een ervaren bergbeklimmer en voorheen een geheim onderzoeker. Hij is de “spion” van het team en de informatie-expert. Hij ziet Masumi als een dief. Souta is iemand die altijd glimlacht en is zelfs in gevechten een gentleman. Dat brengt hem tegen “Dark Shadow” weleens in de problemen omdat hij geen vrouwen durft te slaan.
- Natsuki Mamiya (間宮 菜月, Mamiya Natsuki) / BoukenYellow (ボウケンイエロー, Bōkenierō): Zij ontmoette Masumi lang geleden toen haar been klem zat onder een stapel stenen door een instorting. Bij diezelfde instorting heeft ze haar geheugen verloren. Ze verwijst vaak naar zichzelf in de derde persoon. Af en toe krijgt ze visioenen over de toekomst. Ze draagt altijd een zwarte armband die ze om haar pols had toen ze gevonden werd door Masumi. Dit omdat ze hoopt ooit iemand tegen te komen die de armband herkent en haar kan vertellen wie ze echt is. In Task 33 werd haar verleden eindelijk onthuld. Ze is de laatste overlevende van een oude beschaving genaamd de Lemurian Civilization. Haar armband bewijst niet alleen dat ze bij deze beschaving hoorde, maar ook dat ze een belangrijk lid was. 100.000 jaar geleden verging deze beschaving. Om haar te redden plaatsten Natsuki’s ouders haar in een capsule waar ze in schijndode toestand verbleef.
- Sakura Nishihori (西堀 さくら, Nishihori Sakura) / BoukenPink (ボウケンピンク, Bōkenpinku): diepzeeavonturier. Ze is een voormalige officier van de Japanse Self-Defense Forces. Ze kan goed overweg met machines, geweren en militaire kunsten. Ze is een beetje egoïstisch tegenover de anderen en altijd de meest serieuze van de groep. Zo serieus dat ze bijna nooit lacht. In het begin dacht ze dat Natsuki lid was van het Negatieve Syndicaat. Aan het eind van de laatste aflevering gaat ze met Satoru mee de ruimte in.
- Eiji Takaoka (高丘 映士, Takaoka Eiji) / BoukenSilver (ボウケンシルバー, Bōkenshirubā): Eiji is een directe afstammeling van de Takaoka Clan, de clan die verantwoordelijk was voor het opsluiten van de Ashu tribe in de Hundred-Demons mirror. Zijn moeder was daarentegen een lid van de Ashu tribe, waardoor Eiji deels Ashu bloed heeft. Hij verschijnt voor het eerst in Task 17 als een monnikachtige krijger. De Precious hebben voor hem geen waarde. Hij wil enkel de Ashu tribe bevechten. In Task 19 wordt hij BoukenSilver. Zijn haat tegen de Ashu wordt aangewakkerd door het feit dat zijn vader is vermoord door Gai en dat zijn moeder een Ashu was. In het begin vecht hij met een staf die tevens als een soort amulet dient om zijn demon-helft onder controle te houden. Nadat Quester Gai de staf breekt veranderd Eiji ook bijna in een Ashu, totdat hij BoukenSilver wordt. Eerst wil hij niets van de andere Boukenger weten, maar uiteindelijk sluit hij zich aan bij het team en wordt lid van het nieuw S.G.S. Rescue.

### Hulp
- Mister Voice (ミスター・ボイス, Misutā Boisu): de leider van de Boukengers. Hij verschijnt nooit in beeld maar praat met de Boukengers via een computerscherm met daarop een 3-dimensionaal hoofd (vandaar zijn naam). Hij vertelt de Boukengers over hun missies en ze kunnen hem altijd oproepen voor advies. Zijn ware identiteit is onbekend.
- Morio Makino (牧野 森男, Makino Morio): hij heeft de leiding over de mechanica van de Boukengers. Zijn droom is om het bestaan van het mystieke eiland Atlantis te bewijzen.
- DaiKenjin Zubaan (大剣人ズバーン, Daikenjin Zubān, lit. Great Sword Man Zubaan): Zuban is de menselijke vorm van de precious “The Golden Sword” en kan heen en weer veranderen tussen zijn menselijke vorm en zwaard vorm. Hij kan groeien tot het formaat van DaiBouken en in zwaardvorm als extra wapen worden gebruikt door de Boukengers of DaiBouken. In zijn menselijke vorm vecht hij aan de kant van de Boukenger mee.
- Andere Sentai (uit de team-up special):
  - AkaRed: een krijger met de krachten van alle vorige rode Sentai.
  - Tsubasa Ozu/MagiYellow
  - Hikaru/MagiShine
  - Tekkan "Tetsu" Aira/DekaBreak
  - Asuka Ono/AbareBlack
  - Nanami Nono/Hurricane Blue

### Negatieve Syndicaat
Het Negatieve Syndicaat (ネガティブシンジケート, Negatibu Shinjikēto) is de verzamelnaam voor de antagonisten in Boukenger. In tegenstelling tot andere Sentai-series behoren de antagonisten in deze serie niet tot een groep of organisatie maar hebben allemaal een verschillende oorsprong, monsters en motieven om de Precious te willen. Alle antagonisten in Boukenger zijn qua uiterlijk gebaseerd op mecha/antagonisten uit vorige Sentai-series.

#### Gordom Beschaving
De Gōdom beschaving (ゴードム文明, Gōdomu Bunmei) is een oude beschaving die 40.000 jaar geleden over de zeeën heerste met het “Hart van Gordom” (een van de Precious voorwerpen). Ze werden opgesloten op de zeebodem door diegenen die hun macht vreesden. Dankzij Masumi en Natsuki wordt het zegel verbroken en ontsnappen de Gordom. De Gordom hebben veel verstand van zowel magie als technologie.
- High Priest Gajah (大神官ガジャ, Daishinkan Gajah): de leider van Gordom. Hij was een versteend lichaam in een schijndode slaap totdat het zegel werd verbroken. Hij kan Karths oproepen en is gewapend met een zwaard. Hij is de rivaal van Ryuuwon.

Gedurende de serie werkt Gaya zowel met als tegen de andere groepen van het negatieve syndicaat. Zo spant hij een paar keer samen met de Jaryuu clan, en geeft Dark Shadow enkele van zijn Karths als soldaten. Door zijn technologische kennis kan hij het geheim van de Boukengers parallel engine achterhalen, en zijn eigen versie hiervan maken genaamd de GordomEngine. Hiermee brengt hij onder andere Gai en Rei van de Ashu tribe weer tot leven, en veranderd hen in de sterkere Questers.
Wanneer in aflevering 47 de legendarische doos van Pandora wordt gevonden, absorbeert Gajah de inhoud en veranderde zelf in een “Gordom God”. In de laatste aflevering voltooit hij zijn transformatie en wordt de reïncarnatie van de Gordom God Gajadom. De Boukengers weten hem in deze vorm te verslaan. Verzwakt door het gevecht betreedt Gajah weer zijn schijndode slaap, wachtend op de dag dat hij weer ontwaakt. Hij is gebaseerd op de Varikikyuun uit Himitsu Sentai Goranger.
- Combatant Karths (戦闘員カース, Sentōin Kāsu): deze grijze stenen wezens zijn de soldaten van de Gordom. Ze dragen fakkels bij zich. Ze kunnen zeer snel genezen, maar dat helpt hen niet tegen de wapens van de Boukenger.
- Giant Gods (巨神, Kyoshin): de enorme oorlogsmachines van Gordom.

In tegenstelling tot de Giant Gods gebruiken de Gordom bijna geen monsters. Alleen in afleveringen 6, 26, 30, 43, 48 en 49 gebeurde dit.

#### Jaryuu Clan
De Jaryuu Clan (ジャリュウ一族, Jaryū Ichizoku) is een ras van reptiel-mensen ontstaan uit genetische manipulatie van dinosaurus-DNA. Hun oorsprong is verbonden met de oude beschaving van Lemuria, wat volgens de verhalen de eerste beschaving ooit was op een onbekend continent. Ze willen de Precious, om de Aarde terug te brengen naar de tijd van de dinosaurussen. Hun naam betekent letterlijk “kwaadaardige draak”.
- Creator King Ryuuwon (創造王リュウオーン, Sōzōō Ryūōn): de leider en tevens schepper van de Jaryuu. Hij is gewapend met een zwaard. Hij en Gajah zijn rivalen sinds hun eerste ontmoeting. Tevens is hij een rivaal van Boukenred, tegen wie hij meerdere malen vecht. Ryuuwon kan zichzelf regenereren en zo zware verwondingen overleven. Eenmaal liet zijn zelfs z'n hele lichaam teruggroeien vanuit zijn helm.
Ryuuwon was ooit een mens, die twee eeuwen geleden leefde. Hij raakte geobsedeerd door het creëren van een wereld van draken en werd daarom een schatzoeker. In zijn zoektocht vernielde hij veel Lemuriaanse ruïnes, en werd verbannen naar een eiland. Hier vond hij een van de Lemuriaanse Precious, de “Helmet of Ryuuwon”. De helm, gecombineerd met enkele van zijn eigen experimenten, veranderde hem in zijn huidige reptielvorm. In aflevering 47 blijkt hij te zwak geworden om nog meer Jaryuu te creëren, en dringt de Precious opslagruimte van SGS binnen om een paar Precious te stelen voor meer kracht. In zijn laatste gevecht met de Boukengers verliest hij zijn helm en wordt weer een mens. Hij is nog aanwezig in de opslagruimte wanneer deze wordt opgeblazen, en er kan worden aangenomen dat hij hierbij is omgekomen. Hij was gebaseerd op Kyouryuu Sentai Zyuranger mecha DaiZyujin.
- Dragonoid Soldier Jaryuu (竜人兵ジャリュウ, Ryūjinhei Jaryū): de draakachtige krijgers gemaakt door Ryuuwon. Zij vechten met zwaarden en kunnen honderden hagedissen oproepen vanuit hun lichamen. Ze doen dienst als Ryuuwons soldaten. Hoewel ze in kleinere groepen voorkomen dan de Karths zijn ze minder kwetsbaar. Ze zijn gebaseerd op Kyouryuu Sentai Zyuranger Dragon Caesar.
- Great Evil Dragons (大邪竜, Daijaryū): de enorme robot-draken van de Jaryuu clan, gemaakt door Ryuuwon. Deze monsters worden van binnenuit bestuurd door Ryuuwon of de Dragonoid. In aflevering 10 en 11 bestuurde Gajah er ook een. Hun besturing bestaat uit een simpel stuurrad zoals die vaak op oude zeilschepen werden aangetroffen.
- Wicked Dragons (邪悪竜, Jaakuryū): de gewone monsters van de Jaryuu clan, gemaakt door Ryuuwon. De Wicked Evil Dragons worden gemaakt uit de Draganoid. In een gevecht wordt de sterkste Draganoid gekozen, die vervolgens door Ryuuwon in een Wicked Dragon wordt veranderd.
- Evil Mechanic Dragon Grand (邪機竜グランド, Jakiryū Gurando): een derde soort monster gemaakt met zowel Jaryuu als Quester technologie.

#### Dark Shadow
- Dark Shadow (ダークシャドウ, Dāku Shadō) is een groep afstammelingen van de ninja’s. Ze zijn experts in spionage en doen dienst als huurlingen. Ze willen de Precious om ze te verkopen aan de hoogste bieder.
- Gekkou of Illusions (幻のゲッコウ, Maboroshi no Gekkō, letterlijk vertaald “Maanlicht der Illusies”): de leider van de Dark Shadow. Hij is een uil die monsters kan creëren uit normale voorwerpen met behulp van Soetra. Ook kan hij ze hiermee vergroten. Vroeger was hij een mens, maar hij verloor zijn menselijkheid toen hij de monsterlijke Demon Bird tegenhield. Hij fuseerde met het monster, wat hem veranderde in zijn huidige uil vorm. In Task 44 verraad Yaiba hem, en gebruikt hem om de Demon Bird weer vrij te laten. Gekkou overleeft maar net het gevecht met de Boukengers, en zweert wraak op Yaiba. Wanneer hij in aflevering 48 de ravage ziet die Gajah aanricht, besluiten hij en Shizuka het land te verlaten. Maar een half jaar later gaat hij weer op de oude toer verder met pogingen de precious te stelen. Hij is gebaseerd op Ninja Sentai Kakuranger Tsubasamaru.
- Yaiba of Darkness (闇のヤイバ, Yami no Yaiba, letterlijk vertaald “Zwaard der Duisternis”): een robotachtige krijger die vecht met twee ninjazwaarden. Toen Masumi nog een kind was werd de groep waarmee hij op expeditie was aangevallen en vermoord door Yaiba. Sindsdien wil Masumi wraak nemen op Yaiba. Yaiba is aan de andere kant ook geïnteresseerd in Masumi, vanwege de duisternis in diens hart. In Task 44 zoekt hij de kracht van de Demon Bird, en verraad zijn meester Gekkou. Hierna wordt hij uit de groep verbannen. Wanneer de duisternis in Masumi’s hart wordt ontwaakt, onthult Yaiba zijn ware plan: hij wil Masumi en de Precious gebruiken om de Aarde in eeuwige duisternis te hullen en er zelf over te heersen. Uiteindelijk wordt hij in aflevering 46 gedood door Masumi. Hij was gebaseerd op Ninja Sentai Kakuranger Invincible Shogun
- Shizuka of the Wind (風のシズカ, Kaze no Shizuka, letterlijk vertaald “Stilte van de Wind”): een vrouwelijke ninja die met verschillende wapens vecht, zoals werpmessen, zwaarden en stokken. Net als Natsuki refereert ze vaak naar zichzelf in de derde persoon. Na Yaiba’s verraad, krijgt ze de opdracht hem te doden, maar ze slaagt hier niet in. Aan het eind van de serie verlaat ze samen met Gekkou het land, maar een half jaar later is ze alweer op Precious' jacht. Ze is gebaseerd op Ninja Sentai Kakuranger Kakure DaiShogun
- Tsukumogami (ツクモガミ, Tsukumogami): de Dark Shadow monsters gemaakt door Gekkou uit verschillende voorwerpen. Een Tsukumogami is altijd een combinatie van een oud/antiek voorwerp met iets moderns.
- Demon Bird (魔鳥, Machō): een vogelmonster dat honderden jaren terug werd verslagen door Gekkou, wat Gekkou zijn menselijkheid kostte. De Demon Bird duikt weer op wanneer Yaiba het juweel waarin Gekkou de krachten van de Demon Bird had opgesloten vindt. Pas toen de Boukengers dit juweel weer op zijn oude plek opborgen, waren ze in staat de Demon Bird te verslaan. Hij is gebaseerd op Choujin Sentai Jetmans Jet Garuda.

#### Áshu Tribe/Questers
De Áshu Tribe (アシュ族, Ashu Zoku) zijn een groep monsters ontstaan via een onbekende tak van de menselijke evolutie. Eeuwen geleden werden ze opgejaagd omdat men ze aanzag voor demonen. Bijna alle Ashu werden opgesloten in de Hundred-Demons Mirror. Alleen Gai en Hyouga konden ontsnappen. Ze verschijnen voor het eerst in Task 17 wanneer ze de Hundred Demons Mirror stelen van Dark Shadow. Eiji vocht al tegen deze demonen voordat hij bij de S.G.S. kwam. De Ashu Tribe demonen lijken qua uiterlijk sterk op Gargoyles. De Ashu willen met de macht van de precious de mensheid uitroeien, en vormen daarmee de gevaarlijkste vijanden van allemaal. Alle Ashu hebben een geconcentreerde levenskracht genaamd een "ziel". Deze ziel blijft voortbestaan, ook nadat een Ashus lichaam is vernietigd en kan enkel vernietigd worden via een speciaal ritueel uitgevoerd door Eiji.
- Gai (ガイ, Gai)/ Quester Gai (クエスター・ガイ, Kuesutā Gai): de leider van de Ashu tribe en de aatsvijand van BoukenSilver. Hij werd in Task 18 vernietigd door Ultimate Daibouken, maar werd door Gajah weer tot leven gebracht met de GordomEngine in een nieuwe robotische vorm genaamd Quester Gai. Gai kon in zijn oude vorm een bazooka achtig wapen oproepen, en vecht in zijn huidige vorm met twee pistolen/zwaarden. Hij werd voorgoed vernietigd in Task 42, toen de Homunculus werd vernietigd. In zijn normale vorm is hij gebaseerd op Gosei Sentai Dairanger Ryuusei'Oh, en als Quester op Dairen'Oh.
- Rei (レイ, Rei)/Quester Rei (クエスター・レイ, Kuesutā Rei): de enige demon die bevrijd werd uit de Hundred-Demons mirror. Ook hij werd in Task 18 vernietigd en weer tot leven gebracht door Gajah in een nieuwe robotische vorm genaamd Quester Rei. Hij is een kalme, maar wrede demon die de kracht heeft om illusies op te wekken. Hij liet onder andere Natsuki geloven dat het haar lot was als laatste lid van de Lemurianen om alle mensen uit te roeien. Hij werd voorgoed vernietigd in Task 42. Hij is gebaseerd op Gosei Sentai Dairangers Won Tiger in zijn normale vorm, en Kiba-Dai'Oh in zijn Quester vorm.
- Quester Robos (クエスターロボ, Kuesutā Robo): de kolossale gevechtsmachines van de Áshu.
- Hyouga (ヒョウガ, Hyōga): de eerste van de Áshu die tegen de Boukenger vecht. Hij en Gai probeerden de andere Ashu uit de Hundred-Demons-Mirror te bevrijden, maar dat lukte alleen bij Rei. Hij wordt in Task 17 vernietigd door Ultimate DaiBouken. Zijn geest wordt vervolgens vernietigd door Eiji.
- Kei: Eiji’s moeder. Ze verschijnt alleen als een geest.
- Ouga (オウガ, Ouga): de leider van de westerse tak van de Áshu, waarvan iedereen dacht dat hij jaren terug ook was opgesloten. Hij wil Eiji vermoorden omdat volgens hem Eiji ervoor zorgt dat de geest van zijn moeder Kei niet naar de andere wereld kan overgaan. Hij verscheen in Task 40, en werd in Task 42 vernietigd. Hij is gebaseerd op Hyakujuu Sentai Gaorangers GaoHunter.
- Ultimate Artificial Lifeform Homunculus (究極人工生命体ホムンクルス, Kyūkyoku Jinkō Seimeitai Homunkurusu): het resultaat van een plan van de Questers, waarbij ze de andere Negative groepen de benodigde spullen lieten verzamelen. De Homunculus is een zeer krachtige kunstmatige levensvorm, volgens de verhalen gemaakt door alchemisten in het middeleeuwse Europa. Hij werd uiteindelijk na een lang gevecht vernietigd, samen met Gai. De Homonculus is gebaseerd op Hikari Sentai Maskmans Galaxy Robo.

#### Overig
- Hyde Gene (ハイド・ジーン, Haido・Jīn): een DNA absorberende levensvorm die verantwoordelijk was voor het uitsterven van de dinosauriërs. Hij komt voor in de Boukenger film "The Strongest Precious". Hij was gebaseerd op Hyakujuu Sentai Gaorangers Gao Icarus.
- Time Demon God Chronos (時の魔神クロノス, Toki no Majin Kuronosu): De vijand uit de Boukenger vs. Super Sentai Team-up.

## Precious
De Precious (プレシャス, Pureshasu) zijn de voorwerpen waar de Boukenger en het Negatieve Syndicaat achteraan zitten. Elk voorwerp van de Precious heeft een zogenaamd “gevaar level”.
Note: het eerste nummer geeft aan in welke aflevering dit voorwerp werd gevonden, het tweede nummer is het “gevaar level”.
- Heart of Gordom (1; 86): het voorwerp waarmee de Gordom Beschaving ooit over de zeeën heerste. Gajah gebruikt het hart om de Gordom God weer tot leven te wekken. Nadat de Boukengers de Gordom God vernietigen nemen ze het Hearth of Gordom mee.
- Brain of Gordom (2; 130): Gajah en Ryuuwon zaten allebei achter deze Precious aan. Ze waren gedwongen samen te werken toen de Boukengers arriveerden. Ryuuwon versloeg Gajah en werd toen zelf verslagen door BoukenRed die de Precious meenam.
- Three Swords of National Leadership (3; 120 elk): de eerste Precious waar Dark Shadow achteraan zit. De drie zwaarden kunnen combineren tot een.
- Madness Weather (4; onbekend): een Jaryuu-team vond deze Precious in een meer. De Precious bleek in staat het weer te beïnvloeden. De machine die Jaryuu gebruikte liet deze Precious veranderen in een enorm monster dat door de Boukengers werd vernietigd.
- Pearl of the Empire (5; in onderzoek): ook deze Precious werd gezocht door Dark Shadow.
- Neck (6; numeriek een waarde van 20 of minder, op dit moment 0): de Neck werd beschermd door het Gordom-monster Mogari die er de vervloekte mist mee kon oproepen.
- The Scale of the Salamander (7; 220): Ryuuwon stuurde Dryken om deze Precious te zoeken, die echter werd vernietigd door de Boukengers nieuwste wapen.
- Vril (8; 130): een Precious die mensen en voorwerpen kon kopiëren. Maakte verschillende kopieën van Souta en zelfs een mislukte kopie van Daibouken.
- Picture Album (Manuscript) of Leon Giordana (11; 350): een schetsalbum van de beroemde renaissance wetenschapper Leon Giordana. De schetsen in dit album dienden als basis voor de Boukengers Parallel Engine, de motor die de Boukengers en hun machines hun kracht geeft. Gajah gebruikte deze schetsen later om de Gordom-Engines te maken, een motor gelijk aan de Parallel Engine.
- Pipes of Hamelin (12; 110): er zijn twee van deze fluiten: een zilveren en een gouden.
- Stole of the Moon (13; onbekend) / Ageless Powder (13; 87)
- The Steel of the Heavenly Mine (14; 100): een precious gezocht door Dark Shadow. Dit legendarische erts bevat veel energie. Er werd zelfs beweerd dat dit erts materiaal was van het Japanse Kusanagi zwaard.
- Aqua Crystal (15-16; onbekend): deze precious kwam uit de stad van het water en werd gezocht door de Jaryuu Clan.
- Hundred Demons Mirror (17; nu 0): een mysterieuze demonische spiegel gebruikt door de Ahu Tribe. Eerst was de spiegel in het bezit van Dark Shadow. De spiegel werd vernietigd door Eiji nadat de Ashu demonen Natsuki’s bloed gebruikten om een poort te openen.
- Fighter's bow-gun (18; 187): Satoru gebruikte deze kruisboog tegen Gai en Rei.
- Lightning Cannon (20; 550): gevonden door Quester Gai en Rei die hem gebruiken in combinatie met een Gordom God.
- Mallet of Luck (21; 240): deze hamer heeft het vermogen om voorwerpen en personen te laten groeien tot enorm formaat. Ryuuwon gebruikte de mallet om drie Jaryuu soldiers te laten groeien tot 5x het formaat van Ultimate DaiBouken. Eiji gebruikte de mallet om DaiBouken te vergroten tot hetzelfde formaat.
- Ring of Solomon (22; 13): geeft de drager het vermogen om dieren te verstaan.
- First-Cheer Drum (24; 100): kan doden weer tot leven brengen.
- The Glass Slipper (25; 230):
- Feng Shui Compass “Dragon Eye” (27; 88): kan iemand geluk of juist enorm veel pech geven. Werd gebruikt door de Jaryuu tegen Satoru, wat hem bijna zijn leven kostte.
- The Legendary Armor (28; 330): maakt de drager onkwetsbaar voor elke aanval.
- The Egg of Lemuria (29-30; onbekend): dit ei bevatte het legendarische “Mirage Beast”, wat door Ryuuwon werd gebruikt als wapen tegen de Boukenger. Nadat het Mirage Beast was verslagen werd het ei blijkbaar waardeloos, maar Gaija gebruikte het ei later om een tweede, nog sterker Mirage Beast te creëren.
- The Golden Sword (30 - ??; onbekend): deze precious hoort bij de Egg of Lemuria en werd vroeger gebruikt om de Mirage beast te temmen. Het zwaard kan ook veranderen in een menselijke krijger genaamd DaiKenjin Zuban.
- Fire of the Ruined Country (31; 210): een vuur bewaart in een stenen kruik. Dit vuur dooft nooit en kan volgens de legende een heel land in de as leggen.
- The Ship of the Sky (32; nog onbekend): een vliegend schip dat door een ongeluk naar de bodem van de zee zonk, en op geen enkele manier te bergen is. Zelfs S.G.S. heeft nog geen oplossing kunnen vinden.
- Sun of Lemuria (33-34; 670): het krachtigste voorwerp van de Lemurian beschaving. Het is een vrijwel onuitputtelijke energiebron, en kan onder andere iemand duizenden jaren in leven houden door die persoon in diepe slaap te brengen.
- God’s head (35; 170): bezit wat tegenwoordig kunstmatige intelligentie wordt genoemd. Het is een supercomputer die elke hedendaagse computer kan overtreffen.
- Mountain Crushing Kanabo (36; onbekend): een ijzeren staf die een gehele berg kan verbrijzelen.
- Jewel of Prosperity (37; 270): een magische steen die iemands pech in geluk kan veranderen. Echter, de steen absorbeert hierbij al iemand pech en moet dit eenmaal in de honderd jaar loslaten. Als dat gebeurt, ontstaat een ontploffing die een grote stad kan wegvagen.
- Rainbow Cloth (38; 120): stelt de drager in staat in letterlijk alles te veranderen.
- Prometheus' Stone (39; 60): een pratende steen die ontploft als hij kwaad is.
- Mercurius Container (40-42; 260): een alchemisten voorwerp dat elk element kan vangen. De Quester gebruikten deze precious om de Homunculus te creëren.
- Caduceus Staff (40-42; 134): een staf gebaseerd op het caduceus symbool. De Quester lieten Gajah deze staf bemachtigen voor hun Homunculus.
- Philosopher's Herb (40-42; 121): gevonden in het hart van een vulkaan door Ryuuwon. Bevatte de nodige informatie en elementen voor het maken van de Homunculus.
- Paracelsus' Mercury (40-42; 145): een speciaal soort kwik vermoedelijk gemaakt door de alchemist Paracelsus. Dit was de laatste precious die nodig was voor het maken van de Homunculus.
- Golem (43; 506): gemaakt van klei en andere aardmaterialen. Gedraagt zich als een robot.
- Demon Bird’s Demon Jewel (44; 600): een precious die de magische krachten van de Demon Bird bevat. Honderden jaren terug sloot Gekkou de magie van de Demon Bird op in dit juweel en stopte zo dit monster, ten kostte van zijn menselijkheid. Toen Yaiba het zegel op het juweel verbrak, veranderde Gekkou in de Demon Bird, en werd pas verslagen toen de Boukengers het zegel herstelden.
- Three Headed Dragon of Darkness (45 -46; onbekend): geeft degene die door deze precious wordt uitgekozen grenzeloze macht. Echter, het laat ook de duisternis in die persoon los. Dit gebeurt dan ook met Masumi.
- Pandora’s Box (47-48, 800): de beruchte doos van Pandora waar alle ellende en kwaad van het universum in zit. Gajah stal de doos in aflevering 47, en absorbeerde de inhoud.
- Helmet of Ryuuwon (47, 243): de helm van Ryuuwon bleek in aflevering 47 ook een precious te zijn. Deze precious is afkomstig van de Lemuriaanse beschaving, en veranderde Ryuuwon 200 jaar geleden in zijn huidige reptielvorm.
- Son Goku Staf (49, onbekend): Son Goku Staf verscheen enkel even aan het eind van aflevering 49, waar de Boukengers en Dark Shadow erom vechten. (Het was een soort DragonBall Cameo maar dan met een wapen en geen Personages)

## Mecha

### Go Go Machines
De GoGo Vehicles (ゴーゴービークル, GōGō Bīkuru) zijn de Mecha van de Boukengers zijn gebaseerd op verschillende machines. Ze kunnen verschillende combinaties vormen.
Hoofdmachines:
Deze machines worden aangedreven door motoren genaamd de Parallel-engines. Deze zelfde motoren geven ook de Boukengers hun kracht.
- No. 1, Go Go Dump: bestuurd door BoukenRed.
- No. 2, Go Go Formula: bestuurd door BoukenBlack, is gewapend met een raketlanceerder.
- No. 3, Go Go Gyro: bestuurd door BoukenBlue
- No. 4 Go Go Dozer: bestuud door BoukenYellow
- No. 5 Go Go Marine (Diver): bestuurd door BoukenPink
- Go Go Trailer: de formatie van de vijf hoofdmachines.

Go Go Gattai machines:
Deze machines gebruiken sterkere parallel-engines. Ze dienen als back-up voor DaiBouken en SirenBuilder. Ze kunnen ook samen een derde robot vormen.
- No. 6: Go Go Drill: een enorme boor. Meestal bestuurd door BoukenYellow.
- No. 7: Go Go Shovel: een graafmachine. Meestal bestuurd door BoukenPink.
- No. 8: Go Go Mixer: een cementwagen. Meestal bestuurd door BoukenBlue.
- No. 9: Go Go Crane: een hijskraan. Meestal bestuurd door BoukenBlack.
- No. 10: Go Go Jet: deze machine was tot aan Task 16 nog in ontwikkeling. De Go Go Jet wordt bestuurd door BoukenRed.

BoukenSilver machines:
- No. 11: Go Go Fire: een brandweerwagen. Vormt hoofd, torso en benen van SirenBuilder.
- No. 12: Go Go Aider: een ambulance die de linkerarm van SirenBuilder vormt.
- No. 13: Go Go Police: een politieauto die de rechterarm van SirenBuilder vormt.
- Siren Formation: de combinatie van Go Go Fire, Aider en Police.

DaiVoyager machines:
- No. 14: GoGo Commander: een vliegende machine bestuurd door BoukenRed. Vormt hoofd van DaiVoyager.
- No. 15: GoGo Carrier: een zwaar bepantserd voertuig bestuurd door BoukenBlack. Vormt lichaam en benen van DaiVoyager.
- No. 16: GoGo Fighter: een zeer manoeuvreerbare jet bestuurd door BoukenBlue. Bezit twee zware kanonnen die de voornaamste wapens vormen van DaiVoyager en GoGo Voyager.
- No. 17: GoGo Attacker: een bombardement voortuig bestuurd door BoukenYellow. Vormt de torso van DaiVoyager.
- No. 18: GoGo Roader: een stoomwalsachtig voertuig bestuurd door BoukenPink. Vormt de armen van DaiVoyager.
- GoGo Voyager: de trailerformatie van de vijf bovengenoemde machines. GoGo Voyager is een amfibievoertuig in de vorm van een slagschip.

### Mecha formaties
- Rumbling Fusion DaiBouken (轟轟合体ダイボウケン, Gōgō Gattai DaiBōken): de primaire Mecha van de Boukengers. Bestaat in zijn normale vorm uit de vijf hoofdmachines. DaiBouken (letterlijk vertaald: grote avonturier) is gewapend met de Gou Scooper, een schep en de Gou Picker, een houweel. Deze twee wapens kunnen combineren tot een zwaard genaamd Rumbling Sword (Gougou Ken). DaiBouken kan combineren met de Gattai machines voor extra kracht of speciale aanvallen. De machines die dan worden vervangen worden opgeslagen in de benen van DaiBouken.
  - DaiBouken Drill: formatie waarbij de Go Go Drill de nieuwe rechterarm van DaiBouken wordt. Aanval: maximum Penetration.
  - DaiBouken Shovel: formatie waarbij Go Go Shovel de nieuwe linkerarm van DaiBouken wordt. Aanval: Shovel Knuckle
  - DaiBouken Drill & Shovel: formatie met zowel de Go Go Drill als de Go Go Shovel. Werd voor het eerst gebruikt tegen de bewaker van de Neck. Aanval: Rising Penetration.
  - DaiBouken Mixer: formatie met Go Go Mixer als nieuwe linkerarm van DaiBouken. Aanval: Wall Shoot.
  - DaiBouken Drill & Mixer: formatie met zowel Go Go Drill als Go Go Mixer. Aanval: Hind Break.
  - DaiBouken Crane: formatie met Go Go Crane als nieuwe linkerarm. De hijskraan doet dienst als touw en haak. Aanval: Wire Hook Punch.
  - DaiBouken Drill & Crane: formatie met zowel Go Go Drill als Go Go Crane. Aanval: Lift-up Strike.
  - DaiBouken Aider & Police: een combinatie gevormd in aflevering 28. Hierbij vormen Go Go Aider en Go Go Police de armen van DaiBouken. Dit is tot nu toe de enige DaiBouken combinatie waar Go Go Marine en Go Go Dozer niet bij betrokken zijn.
  - Super DaiBouken: Volledige naam: Super Rumbling Fusion Super DaiBouken (超轟轟合体スーパーダイボウケン, Chō Gōgō Gattai Sūpā DaiBōken). Go Go Drill en Go Go Shovel vervangen DaiBoukens armen en Go Go Mixer + Go Go Crane combineren met Daiboukens benen. De grijphaken van Go Go Crane vormen een nieuwe helm voor DaiBouken. Deze formatie werd voor het eerst gebruikt in aflevering 11. Enkele aanvallen van deze mecha zijn: "Cannonball Headbutt" en "Double Arm Crash"
  - Ultimate DaiBouken: volledige naam: Ultimate Rumbling Fusion Ultimate DaiBouken (究極轟轟合体アルティメットダイボウケン, Kyūkyoku Gōgō Gattai Arutimetto DaiBōken). De combinatie van alle vijf hoofdmachines + alle vijf de Go Go Gattai machines. Verschijnt voor het eerst in aflevering 16. Go Go Jet vormt vleugels en een nieuwe helm voor Super DaiBouken. Deze DaiBouken combinatie kan vliegen. Aanvallen zijn: "Ultimate Typhoon" en "Ultimate Blaster". Ultimate DaiBouken kent ook een alternatieve vorm waarin Go Go Aider en Go Go Police als armen worden gebruikt in plaats van Go Go Shovel en Go Go Drill.
  - Voyager DaiBouken: ontstaan wanneer DaiBouken op GoGo Voyager rijdt.
- Emergency Rumbling Fusion SirenBuilder (緊急轟轟合体サイレンビルダー, Kinkyū Gōgō Gattai SairenBirudā): de persoonlijke mecha van BoukenSilver. Bestaat uit Go Go Aider, Go Go Fire en Go Go Police. SirenBuilder hoort bij SGS Rescue en gebruikt vuurwapens om mee te vechten. Zijn aanvallen zijn “Triplicate Bomber” en “Knuckle Magnum”.
  - SirenBuilder Drill & Shovel: formatie waarbij Go Go Shovel en Go Go Drill de plaats van Go Go Police en Go Go Aider innemen zijn finisher is dan liquid bomber.
  - SirenBuilder Dozer & Marine: een combinatie gevormd in aflevering 28. Hierbij vormen Go Go Dozer en Go Go Marine de armen van SirenBuilder. Bij deze combinatie hanteert SirenBuilder DaiBoukens zwaard als wapen.
  - Sirenbuilder Crane: combinatie gevormd in aflevering 45. Hierbij gebruikt SirenBuilder Go Go Crane als rechterarm.
- DaiTanken (ダイタンケン, DaiTanken, Great Expedition): de robotformatie van de vijf Gattai machines. Deze verscheen voor het eerst in de film, en later in afleveringen 40 en 42. Zijn aanval is de Bouken Flash.
- Extreme Rumbling Fusion DaiVoyager (超絶轟轟合体ダイボイジャー, Chōzetsu Gōgō Gattai DaiBoijā, Chōzetsu (超絶) kan ook zoiets betekenen als "Superior," "Transcendent," of "Excellent"): de Boukengers’ vierde en krachtigste mecha, die zijn debuut maakte in aflevering 34. Hij bestaat uit de GoGo Machines 14 t/m 18. Zijn wapen is de "Double Adventure Screw" waarin DaiVoyagers vuisten al draaiend dreunen uitdelen. DaiVoyager is tevens de grootste van alle Boukenger mecha: 65,5 meter.
  - DaiVoyager Drill & Shovel: speciale combinatie uit Task 43, waarin DaiVoyagers armen worden vervangen door Go Go Drill en Go Go Shovel.
  - Burning Legend DaiVoyager: een speciale DaiVoyager combinatie die enkel in de team-up special wordt gezien.

## 30 Sentai Encyclopedia
Aan het eind van elke aflevering kwam een preview van de volgende aflevering. Ter viering van het 30-jarig bestaan van de Super Sentai series blikten de Boukengers voorafgaand aan deze preview terug op een oude Sentai serie. Ook blikten ze terug op de belangrijkste gebeurtenissen (zoals de eerste superrobot, het eerste team met een zesde teamlid enz.)

## Titelsong
"Zelfs vandaag zijn er diegenen die hun leven wagen voor avontuur. 

Ze overwinnen alle problemen om geheimelijk gevaarlijke schatten te beschermen. 

Avonturiers! GouGou Sentai... Boukenger!
Go! Go! Go! 

Go! Go! Go! 

Ready go! Susume Boukenger 

Chikyuu no hate made mezase boukenjaa 

Go! Go! Ready go!
Mune no domannaka kokoro no jisharu ga 

Mezameru yume no hodou wo oshieru 

Kini wa deru darou tada hitotsu dake no 

Takara ga dare ni no nemutteirun da 

Start up atsuki inochi 

Shift up hayaki crishio 

Unareta bokura wa kiseki no hobono 

Hugen no yume wo oikakete miyou
Go! Go! Go! 

Go! Go! Go! 

Ready go! Susume Boukenger
Umi wo, sora wo, tani wo, sabaku wo koete! 

Nigenai, makenai, nakanai, muero adventure 

Chikyuu no hate made mezase boukenjaa 

Go! Go! Ready go!

## Trivia
- Dit is de eerste Sentai serie sinds Denji Sentai Megaranger met de kleurencombinatie: rood, geel, blauw, zwart, roze.
- Dit is de eerste Sentai waarin de vijanden tot verschillende groepen en organisaties behoren die niets met elkaar te maken hebben.
- Deze serie zal de in totaal 1500e aflevering van Super Sentai bevatten.
- Dit is de eerste Sentai serie sinds Chikyuu Sentai Fiveman (volgens sommige Kyouryuu Sentai Zyuranger) waarin het team bij aanvang van de serie al is samengesteld en hun machines, wapens etc. hebben.
- De Laatste Precious van boukenger aan aflevering 49 is de Staf Van de DragonBall Personage Son Goku

## Afleveringen
1. The Heart of the Demon God (魔神の心臓, Majin no Shinzō)
2. The Dragon Thieves (竜の略奪者, Ryū no Ryakudatsusha)
3. The Champion's Blades (覇者の剣, Hasha no Tsurugi)
4. The Lost Vehicles (失われたビークル, Ushinawareta Bīkuru)
5. The Imperial Pearl (帝国の真珠, Teikoku no Shinju)
6. The Cursed Fog (呪いの霧, Noroi no Kiri)
7. The Salamander's Scale (火竜のウロコ, Saramandā no Uroko)
8. The Treasure of Atlantis (アトランティスの秘宝, Atorantisu no Hihō)
9. The Paper Crane Ninja (折鶴の忍者, Orizuru no Ninja)
10. BoukenRed Disappears (消えたボウケンレッド, Kieta BōkenReddo)
11. The Showdown on the Isolated Island (孤島の決戦, Kotō no Kessen)
12. The Pipes of Hamelin (ハーメルンの笛, Hāmerun no Fue)
13. The Treasures of Princess Kaguya (かぐや姫の宝, Kaguya-hime no Takara)
14. The Revived Past (甦る過去, Yomigaeru Kako)
15. The Water Metropolis (水の都, Mizu no Miyako)
16. The Water Crystal (水のクリスタル, Mizu no Kurisutaru)
17. The Áshu Mirror (アシュの鏡, Ashu no Kagami)
18. The Man that Lived (生きていた男, Ikiteita Otoko)
19. The Dazzling Adventurer (眩き冒険者, Mabayuki Bōkensha)
20. The Brand-New Giant (新たなる巨人, Aratanaru Kyojin)
21. The Mallet of Uchide (打出の小槌, Uchide no Kozuchi)
22. The Ring of Solomon (ソロモンの指輪, Soromon no Yubiwa)
23. The Dangerous Partner (あぶない相棒, Abunai Aibō)
24. The Hatsune Drum (初音の鼓, Hatsune no Tsuzumi)
25. The Forbidden Fruit (禁断の果実, Kindan no Kajitsu)
26. The Glass Slipper (ガラスの靴, Garasu no Kutsu)
27. The Feng-Shui Trap (風水占いの罠, Fūsui Uranai no Wana)
28. The Legendary Armor (伝説の鎧, Densetsu no Yoroi)
29. The Golden Sword (黄金の剣, Ōgon no Ken)
30. The Rage of the Golden Majin (怒りの黄金魔人, Ikari no Ōgon Majin)
31. The Flame of the Ruined Country (亡国の炎, Bōkoku no Honō)
32. The Secret of the Adventure School (ボウケン学校の秘密, Bōken Gakkō no Himitsu)
33. The Sun of Lemuria (レムリアの太陽, Remuria no Taiyō)
34. The Distant Memories (遼かなる記憶, Harukanaru Kioku)
35. The Head of God (神の頭, Kami no Kashira)
36. The Oni's Kanabou (鬼の金棒, Oni no Kanabō)
37. The Showbiz World I Longed For (憧れの芸能界, Akogare no Geinō-kai)
38. The Rainbow Cloth (虹の反物, Niji no Tanmono)
39. The Prometheus Stone (プロメテウスの石, Purometeusu no Ishi)
40. The Western Áshu (西のアシュ, Nishi no Ashu)
41. The Mercurius Vessel (メルクリウスの器, Merukuriusu no Utsuwa)
42. The Age of the Questers (クエスターの時代, Kuesutā no Jidai)
43. The Dangerous Christmas Present (危険な贈物（クリスマスプレゼント）, Kiken na Kurisumasu Purezento)
44. The Hermit's Onsen (仙人の温泉, Sennin no Onsen)
45. The Evilest Wicked Dragon (最凶の邪悪竜, Saikyō no Jaakuryū)
46. The Awakened Darkness (目覚めた闇, Mezameta Yami)
47. The Box of Despair (絶望の函, Zetsubō no Hako)
48. The Fearsome High Priest (恐怖なる大神官, Kyōfu naru Daishinkan)
49. The Endless Adventure Spirits (果て無き冒険魂, Hatenaki Bōken Damashii)

### Specials
- GoGo Sentai Boukenger The Movie: The Greatest Precious (轟轟戦隊ボウケンジャーTHE MOVIE 最強のプレシャス, GōGō Sentai Bōkenjā Za Mūvī Saikyō no Pureshasu),
- GoGo Sentai Boukenger vs. Super Sentai (轟轟戦隊ボウケンジャー VS スーパー戦隊, GōGō Sentai Bōkenjā Basu Sūpā Sentai).